# NGC 7319
NGC 7319 é uma galáxia espiral barrada pertencente ao Quinteto de Stephan. Está situada na constelação de Pegasus.